# Maxillaria lehmannii
Maxillaria lehmannii är en orkidéart som beskrevs av Heinrich Gustav Reichenbach. Maxillaria lehmannii ingår i släktet Maxillaria och familjen orkidéer.
Artens utbredningsområde är Ecuador. Inga underarter finns listade i Catalogue of Life.